# مونتينيغريو كرواتيا
مونتينيغريو كرواتيا، أحد المجموعات العرقية في جمهورية كرواتيا ترجع أصولهم إلى الجبل الأسود، ويُعترف بهم رسمياً في الدستور كأقلية وطنية أصيلة، ولذلك فإن لهم الحق في انتخاب ممثل خاص لهم في البرلمان الكرواتي.
بحسب تعداد السكان الكرواتي لعام 2011، سُجل 4,517 نسمة أصلهم من الجبل الأسود، معظمهم يعيش في مدينة زغرب.